# Tim Sheehy
Timothy Patrick Sheehy (* 18. listopadu 1985 Ramses County, Minnesota) je americký politik, podnikatel, hasič a bývalý mariňák, člen Republikánské strany. Od ledna 2025 je senátorem USA za stát Montana.
Po absolvování střední školy studoval na Námořní akademii Spojených států amerických, kterou úspěšně zakončil v roce 2008. Do roku 2014 pak působil jako mariňák, v letech 2014 až 2019 byl v záloze. V roce 2014 založil společnost Bridger Aerospace, která pomáhá při leteckém hašení požárů. Zpočátku byl jejím jediným pilitem sám Sheehy. Na funkci ředitele společnosti rezignoval v souvislosti se svou volební kampaní v roce 2024.
V červnu 2024 vyhrál primární volby Republikánské strany a v řádných volbách tak kandidoval proti dlouholetému senátorovi za Demokratickou stranu Jonu Testerovi. Toho s rozdílem 7 % hlasů ve volbách porazil a v lednu 2025 se tak ujal mandátu senátora USA. V něm se podobně jako řada jeho stranických kolegů mj. zasazoval o zrušení ministerstva školství. 
V srpnu 2024 uvedl deník The Char-Koosta News, že Sheehy uráží místní původní obyvatele, k čemuž deník poskytl také nahrávku, kterou Sheehy označil za zmanipulovanou. V říjnu 2024 zjistila stanice NBC News, že Sheehy předtím lživě tvrdil, že byl z armády propuštěn kvůli zranění utrpěném v Afghánistánu. V roce 2023 vydal knihu, která obsahovala množství plagiátu. 
Je ženatý a má čtyři děti.